# The Mission
The Mission (в США известная как The Mission UK) — британская группа готического рока, созданная в 1986 году бывшими участниками группы The Sisters of Mercy Уэйном Хасси (англ. Wayne Hussey) и Крейгом Адамсом (англ. Craig Adams), которые покинули коллектив из-за разногласий с лидером группы Эндрю Элдричем.
Начав свою творческую деятельность с исполнения готик-рока, постепенно The Mission отошли от канонов этого жанра. Однако The Mission, как и прошлая группа участников The Sisters of Mercy, не причисляли себя к представителям готической сцены.
По финансовым причинам группа несколько раз приостанавливала свою работу.

## История группы
После основания группы вскоре к Хасси и Адамсу присоединился Мик Браун (англ. Mick Brown) (из Red Lorry Yellow Lorry) и Саймон Хинклер (англ. Simon Hinkler) (ранее участник Artery и Pulp). За исключением Хасси, состав менялся несколько раз в течение многих лет. Тогда как в первые пять лет своего существования The Mission, причисленным к жанру готик-рок, сопутствовал коммерческий успех, в 1990-е годы ситуация стала меняться. В 1992 году выходит первоначально задумывавшийся как сольный альбом Хасси релиз Masque, который, в отличие от прошлых работ, содержал множество элементов танцевальной музыки, а также включал электронные проигрыши. Альбом кардинально изменил стилистику группы и получил множество негативных отзывов от поклонников. Практически сразу после выхода альбома группу покидает один из её сооснователей Крэйг Адамс. В 1993 году выходит концертный альбом No Snow, No Show for the Eskimo, запись которого была осуществлена ещё где-то в конце 1980-х годов в пору выхода альбома Children. Год спустя следует сборник синглов Sum and Substance. Данные релизы хоть и имели определённый успех среди критиков, но тем не менее не удовлетворили выпускающий лейбл Phonogram Records, из-за чего группа вскоре прекратила сотрудничество с этой компанией звукозаписи.
В 1995 году уже новом лейбле Equator Records (дочерний лейбл Sony Records) выходит полноформатный альбом Neverland. Альбом приносит весьма неплохой успех группе — он занимает пятое место в британском независимом хит-параде. Летом 1996 года выходит альбом Blue, после чего The Mission официально сообщают о распаде и приостановлении деятельности. В честь этого группа совершает турне по Европе и 26 октября 1996 года отыгрывает масштабный концерт в Южной Африке.
В 1996—1999 гг. группа приостановила свою деятельность по финансовой причине, после чего в 1999 году The Mission были возрождены. Первым релизом возрождённой группы стал сборник ремиксов на композиции из раннего репертуара коллектива под названием Resurrection: Greatest Hits.
В 2016 году вышел альбом Another Fall From Grace.

## Состав
- Уэйн Хасси
- Крейг Адамс (Craig Adams)
- Саймон Хинклер (Simon Hinkler)
- Майк Келли (Mike Kelly)

## Дискография

### Полноформатные альбомы
- God’s Own Medicine (1986)
- Children (1988)
- Carved in Sand (1990)
- Masque (1992)
- Neverland (1995)
- Blue (1996)
- Aura (2001)
- God Is a Bullet (2007)
- The Brightest Light (2013)[2]
- Another Fall From Grace (2016)

### Концертные альбомы
- No Snow, No Show for the Eskimo (1993)
- Ever After(2000)
- Live at Shepherds Bush (2008)
- Silver (2012)

### Сборники
- The First Chapter (1987)
- Grains of Sand (1990)
- Magnificent Pieces (1991, Japan Only)
- Sum and Substance (1994)
- Salad Daze (1994)
- Resurrection: Greatest Hits (1999)
- Music from the Succubus Club — Vampire: The Masquerade (2000)
- Aural Delight (2002)
- Anthology (The Phonogram Years) (2006)
- Dum Dum Bullett (2010)